# Молот (типография)
«Молот» — крупнейшая газетная типография Ростова-на-Дону. Основана в 1922 году, современный производственный комплекс создан в 1974 году, по состоянию на начало 2020-х годов печатаются более 50 газет: федеральных, областных, муниципальных, коммерческих и рекламных, в том числе — «Молот» и «Вечерний Ростов».

## История
Основана по решению местного совета депутатов 22 августа 1922 года как типография газеты «Трудовой Дон», при этом обеспечивающая печать других городских газет. Полиграфическое оборудование было очень примитивное — одна маломощная односторонняя газетно-ротационная машина форматом 110×65 см, дававшая до 8 тыс. экземпляров газет в час. Помимо газетного оборудования, типография имела и небольшой парк плоскопечатных машин.
В 1923 году издательство и типография «Молот» переведены в новое помещение на улицу Энгельса, 11 (современная Большая Садовая), где помимо имеющегося полиграфического оборудования были установлены первые плоскопечатные машины советского производства «Пионер».
В 1924 году, вместе образованием с центром в Ростове-на-Дону Юго-Восточного края и переименованием «Трудового Дона» в «Молот», получила современное название. В издательстве «Молот», кроме основной газеты, входила газета «Советский пахарь», молодёжная газета «Большевистская смена», детская — «Ленинские внучата», журнал «Путь рабселькора», а с 1926 года — и газета «Советский Юг». В том же году по инициативе комитета комсомола была создана футбольная команда предприятия «Молот», которая принимала участие в розыгрыше первенства города и состояла из работников типографии и издательства.
В 1929—1930 годы начато строительство нового пятиэтажного производственно-административного комплекса на Будённовском проспекте (дом 37). К 1934 году строительство завершено, в здании устроена крыша с садом, оборудована пневмопочта, установлен телетайп «Клейншмидт», обустроены зал заседаний на 300 человек, столовая и кухня на 400—500 обедов, газоубежище, пущены советская двухрольная ротационная машина Рыбинского полиграфзавода со стереотипным оборудованием, строконаборные машины «Линотип» и матричный пресс фирмы «МАН» для наборного цеха.
В 1936—1937 годах «Молот» стал основным типографско-газетным комплексом Ростовской области и начал печать газету «Правда» и «Известия».
В годы Великой Отечественной войны газеты выходили сокращёнными объёмом и тиражами. В 1943 году после освобождения города из-за понесённого за время оккупации урона производство переехало во временное помещение на Ворошиловский проспект. В 1946 году начались восстановительные работы зданий на Будёновском проспекте и Пушкинской.
В 1953 году при типографии было открыто заочное отделение Московского полиграфического техникума. В 1954−1958 годах проведены установка и запуск нового оборудования. С июля 1958 годы начался выпуск газеты «Вечерний Ростов».
В 1974 году начато строительство новых корпусов издательства по улице Доватора (дом 142), а 1982 году завершена установка восьми ролевых газетных агрегатов «Рондосет РО-170».
В 2009 году проведена модернизация парка оборудования, была установлена печатная машина «Cityline Express» — 4 башни, 2 фальцаппарата, установлены два аппарата СТР для производства форм.
С 2019 года запущено новое направление - офсетная печать, приобретено оборудование немецкой компании Heidelberg.
В сентябре 2020 года осуществлен переезд на улицу Саратовская, 40 (Территория завода "АГАТ").